# ホナウド・ダ・シウヴァ・ソウザ
ホナウド・ダ・シウヴァ・ソウザ（ポルトガル語: Ronaldo da Silva Souza、1996年10月23日 - ）はブラジル・サンパウロ州ソロカーバ出身のプロサッカー選手。SCインテルナシオナル所属。ポジションはMF。

## 来歴
2010年にパウリスタFCの下部組織に入団。2013年にCRフラメンゴの下部組織に移籍。2015年にカンピオナート・カリオカで初出場。2016年にコパ・サンパウロ・ジ・フチボウ・ジュニオルのタイトルを獲得し、同年3月にフェリペ・ヴィゼウ、ルーカス・パケタ、レオ・ドゥアルチと共にトップチームに昇格した。2017年にはアトレチコ・ゴイアニエンセに期限付き移籍し、カンピオナート・ブラジレイロ・セリエAデビューを果たした。
2021年7月22日J1リーグ・清水エスパルスへの加入が内定した。
2023シーズンをもって契約満了。
2024年、ECジュベントゥージに移籍。
2025年、SCインテルナシオナルに2年契約で移籍。

## 個人成績
| 国内大会個人成績 | 国内大会個人成績 | 国内大会個人成績 | 国内大会個人成績 | 国内大会個人成績 | 国内大会個人成績 | 国内大会個人成績 | 国内大会個人成績 | 国内大会個人成績 | 国内大会個人成績 | 国内大会個人成績 | 国内大会個人成績 |
| 年度             | クラブ           | 背番号           | リーグ           | リーグ戦         | リーグ戦         | リーグ杯         | リーグ杯         | オープン杯       | オープン杯       | 期間通算         | 期間通算         |
| 年度             | クラブ           | 背番号           | リーグ           | 出場             | 得点             | 出場             | 得点             | 出場             | 得点             | 出場             | 得点             |
| 日本             | 日本             | 日本             | 日本             | リーグ戦         | リーグ戦         | リーグ杯         | リーグ杯         | 天皇杯           | 天皇杯           | 期間通算         | 期間通算         |
| ---------------- | ---------------- | ---------------- | ---------------- | ---------------- | ---------------- | ---------------- | ---------------- | ---------------- | ---------------- | ---------------- | ---------------- |
| 2021             | 清水             | 3                | J1               | 11               | 0                | 0                | 0                | 1                | 0                | 12               | 0                |
| 2022             | 清水             | 3                | J1               | 19               | 1                | 0                | 0                | 0                | 0                | 19               | 0                |
| 2023             | 清水             | 3                | J2               | 39               | 0                | 2                | 0                | 1                | 0                | 42               | 0                |
| 通算             | 日本             | 日本             | J1               | 30               | 1                | 0                | 0                | 1                | 0                | 31               | 1                |
| 通算             | 日本             | 日本             | J2               | 39               | 0                | 2                | 0                | 1                | 0                | 42               | 0                |
| 総通算           | 総通算           | 総通算           | 総通算           | 69               | 1                | 2                | 0                | 2                | 0                | 73               | 1                |

その他の公式戦
- 2023年
  - J1昇格プレーオフ 2試合0得点

## タイトル
フラメンゴ
- U-20タッサ・オタヴィオ・ピント・ギマリャンイス: 2014
- U-20カンピオナート・カリオカ: 2015
- コパ・サンパウロ・ジ・フチボウ・ジュニオル: 2016
- カンピオナート・カリオカ: 2017
- タッサ・グアナバラ: 2018

バイーア
- カンピオナート・バイアーノ: 2020